# Chuck Bloedorn
Charles Ervin Bloedorn, detto Chuck (Chicago, 28 maggio 1912 – Pinehurst, 20 maggio 1998), è stato un cestista e giocatore di baseball statunitense, professionista nella NBL.

## Palmarès
- Campione NBL (1938)
- All-NBL First Team (1938)
- All-NBL Second Team (1939)